# 1998-as magyar gyeplabdabajnokság
Az 1998-as magyar gyeplabdabajnokság a hatvannyolcadik gyeplabdabajnokság volt. A bajnokságban hat csapat indult el, a csapatok három kört játszottak. A forrás nem említi a hatodik csapatot.

## Tabella
| #  | Csapat        | M  | Gy | D | V | G+ | G- | P  |
| -- | ------------- | -- | -- | - | - | -- | -- | -- |
| 1. | Építők HC     | 15 | 13 | 2 | 0 |    |    | 28 |
| 2. | Rosco SE      | 15 | 12 | 2 | 1 |    |    | 26 |
| 3. | Tabán SE      | 15 | 6  | 2 | 7 |    |    | 14 |
| 4. | Amatőr HC     | 15 | 6  | 1 | 8 |    |    | 13 |
| 5. | Építők HC II. | 15 | 4  | 2 | 9 |    |    | 10 |

* M: Mérkőzés Gy: Győzelem D: Döntetlen V: Vereség G+: Ütött gól G-: Kapott gól P: Pont
Megjegyzés: Az ütött és kapott gólok nincsenek megadva.